# Vodno
Vodno er et bjerg nær byen Skopje, som er hovedstad i Makedonien.
Vodno-bjerget ligger på den sydlige side af Skopje-dalen. Det højeste punkt er Krstovar, som ligger 1.066 meter over havets overflade. På selve toppen af bjerget ligger en hytte, som er kendt som "Planinarski Dom" (Bjerghuset) og som har 50 senge. Dette er et yndet udflugtsmål om sommeren for unge mennesker i weekenderne, som begiver sig til fods ad forskellige stier op mod bjergtoppen for at undgå den ulidelige varme i Skopje-dalen, som kan nå op over 40º C om sommeren.
På vej op og midvejs mod toppen, i en højde af 640 meter, kommer man til Sredno Vodno, hvor der er en restaurant, hvor man kan holde hvilepause. Desuden er der flere kilder med frisk vand til at slukke tørsten undervejs.
I 2002 blev der bygget et kristent symbol, Millenniumkorset, på Krstovar-toppen for at markere 2000 som året for kristendommen. Korset er 66 meter højt og 20 meter bredt og det er oplyst om natten. Der er også planer om at bygge et kloster samt en restaurant på stedet.
Fra bjerget har man et pragtfuldt udsyn over Skopje-dalen fra den ene side, og fra den anden er der ligeså et pragtfuldt udsyn over Jakupica-bjergenes højeste punkt, Solunska Glava (Thessaloniki-hovedet) som er 2.538 meter højt.
Der er mange monumenter på Vodno-bjerget, blandt andre ligger på østsiden af bjerget ruinerne af byen Kong Marko (se Prilep) i en højde af ca. 800 meter over havets overflade.
Omkring 10 km fra Skopje, ved landsbyen Nerezi, ligger St. Pantelejmon-klosteret, som blev bygget i 1164. På stedet, hvor klosteret ligger, er der en restaurant, som er kendt for makedonske specialiteter, og som byder på en fantastisk udsigt over byen Skopje nede i dalen (som er 8 km bred og 32 km lang – inklusive forstæder), og bagved byen kan man se bjerget Skopska Crna Gora.
41°57′55″N 21°23′40″Ø / 41.9653°N 21.3944°Ø